# Wongo (peuple)
Pour les articles homonymes, voir Wongo.
Les Wongo (ou BaWongo normalement au pluriel) est un peuple d'Afrique centrale établi en République démocratique du Congo. Ils font partie du grand groupe des Anamongo.

## Population
Leur nombre est estimé à 10 000. Les Wongo vivent entre Ilebo et Tshikapa. Leurs villages sont Biyenge, Iroro, Mpange, Maponu, Ndjembe, Maranga, Karuru, Nsim-bawongo, Benanga, Nkutu, Senzo, Makungulu, Musenge, Ikweth, Balaka, Kipuku. 

## Langue
Ils parlent le wongo, une langue bantoue.

## Culture

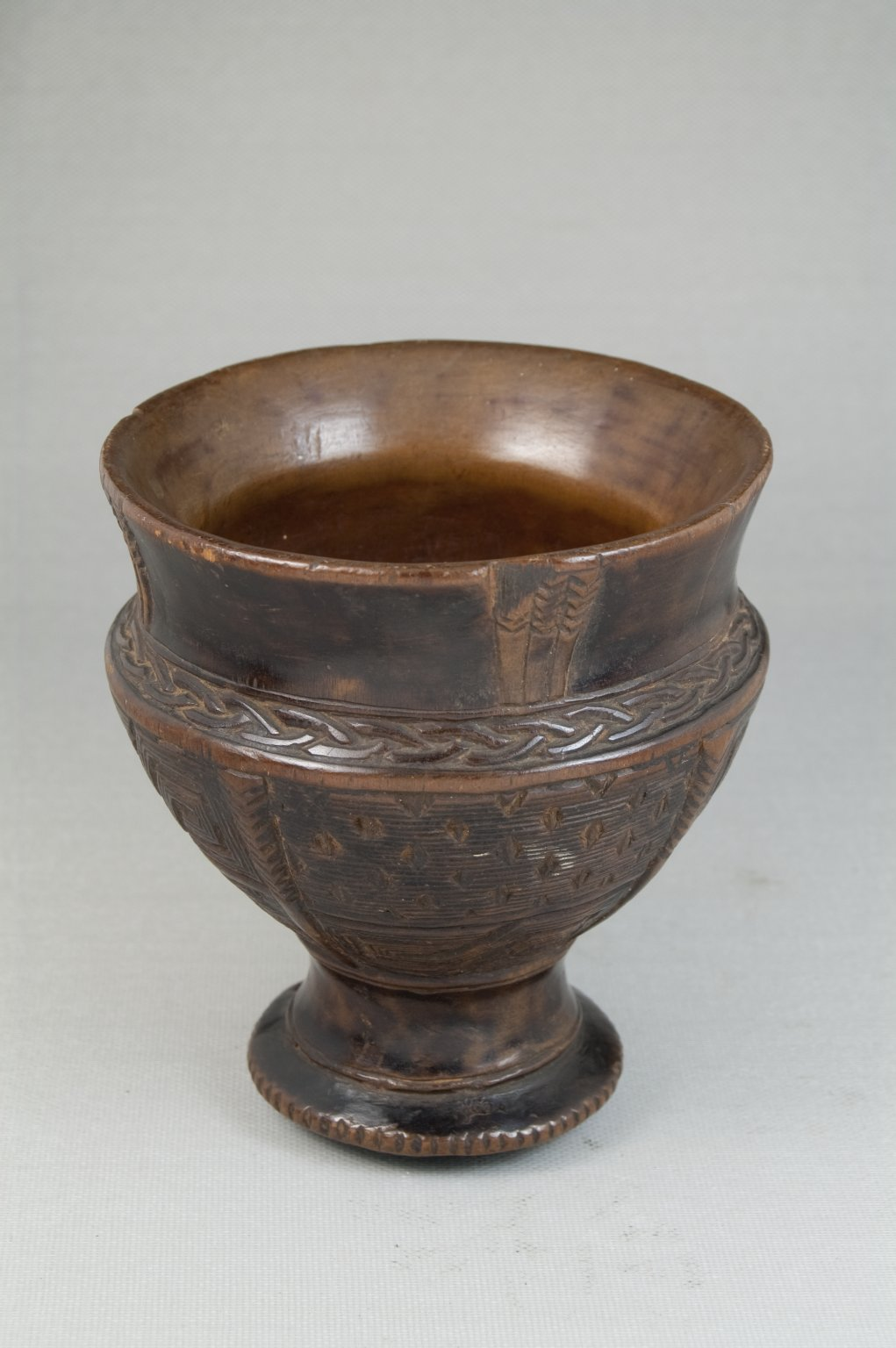
Coupe à vin de palme

Les Wongo sont les spécialistes de la fabrication des outils de guerre et ustensiles de cuisine et de culture de la terre. Il s’agit de couteaux, machettes, canifs, cuillères, flèches, houes, …
Ils fabriquent aussi des œuvres d’art.